# Maryla Rodowicz

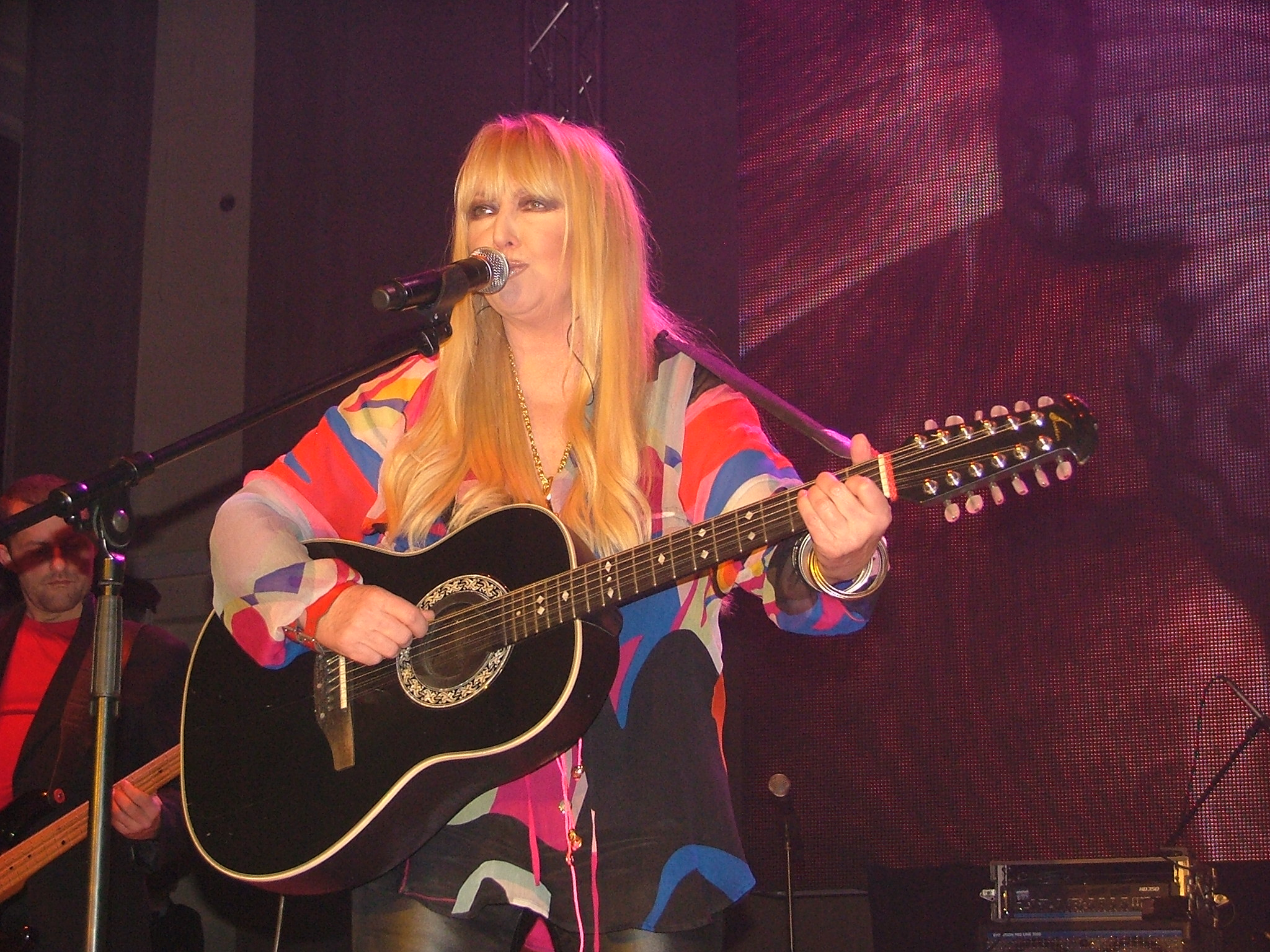
Maryla Rodowicz

Maria Antonina Rodowicz (* 8. prosince 1945 Zelená Hora) je polská zpěvačka a herečka. Zpívá písně různých hudebních stylů, hlavně pop music, ale také pop-rock a folk-rock, občas i skladby inspirované country nebo polskými a ukrajinskými lidovými písněmi. Na svém kontě má asi dva tisíce skladeb, více než dvacet CD polských, a dále jedno anglické, české, německé a ruské.

## Život
Rodina Maryly Rodowicz pochází z Vilniusu. Její otec Wiktor Rodowicz byl profesorem na tamní univerzitě a matka Janina Rodowicz-Krasucka pocházela z divadelnické rodiny.
Vystudovala lyceum ve Włocławku a později Akademii tělesné výchovy ve Varšavě. V mládí byla úspěšnou atletkou, v roce 1962 se stala polskou mistryní juniorek ve štafetovém běhu. Maryla Rodowicz je dvakrát rozvedená. Má tři děti, syna a dceru z prvního manželství a syna z druhého manželství.
Poprvé veřejně vystoupila na festivalu mladých talentů v roce 1962. Postupně přicházely stále větší úspěchy a vítězství ve festivalových soutěžích. Od roku 1969 vystupuje s vlastní doprovodnou skupinou, v které hraje na kytaru.
Desky Maryly Rodowicz byly prodávány nákladem cca 15 milionů kusů, z toho 10 milionů v Rusku. Vystupovala po celém světě - v Evropě, Americe, Austrálii, Asii. Je držitelkou mnoha ocenění, účastnicí řady festivalů - kromě Polska také v Oklahomě, Los Angeles, Tulsa, dále na pěveckém festivalu Studentských zpěváků v Krakově, Národním festivalu polské písně v Opolí.
Hrála také v několika filmech a muzikálech. Pravidelně až do roku 2009 vystupovala v pořadu Telewizja Polsat "pěstounské rodiny".
V roce 1992 vydala autobiografickou knihu Niech żyje bal, na kterou navázala v roce 2013 druhou knihou Wariatka tanczy. Dne 23. března 2013 získala v Kyjevě titul Člověk roku 2012.
Jistý čas pobývala v Praze, kde natočila pro Supraphon roku 1972 LP desku Maryla Rodowicz a pro Panton singl. Koncertovala v českých městech, v roce 1973 se účastnila festivalu Bratislavská lyra. Byla také hostem své přítelkyně Heleny Vondráčkové na jejím galakoncertu a nahrály duet Malgoška. V roce 2003 vydala v Česku společnost Universal cédéčko Maryla Rodowicz - Největší hity.

## Repertoár (výběr)
- Ale to już było
- Ballada wagonowa (česká coververze Marie Rottrová: Kůň bílý)
- Diabel i raj (česká coververze Eva Hurychová: Jednou úsměv, jednou pláč)
- Dziś prawdziwych cyganów już nie ma
- Ech mała
- Futbol (v roce 2013 na 5. místě v seznamu amerického časopisu Billboard "10 největších hitů na mistrovství světa ve fotbale")
- Hej sokoły
- Gdzie są te łąki
- Jadą wozy kolorowe (česká coververze Petra Černocká: Jedou vozy)
- Kasa i sex
- Kochaniem pragnieniem (česká coververze Věra Špinarová: Zůstane lásky žár)
- Kolorowe jarmarki
- Konie
- Latwopalni
- Let It Be (polsky; originál Beatles)
- Małgośka (česká coververze Marie Rottrová: Markétka)
- Remedium / Wsiąść do pociągu (česká coververze Naďa Urbánková: Remedium)
- Maria Consuela
- Marusia
- Mówiły mu
- Niech żyje bal (česká coververze Hana Zagorová: Sláva, je bál)
- Odpowie ci wiatr (originál Bob Dylan: Blowin' in the Wind)
- Pełnia
- Rozmowa przez ocean / Są dwa światy
- Szparka sekretarka
- Sing-Sing (česká coververze Jana Kratochvílová: Song)
- Urodzajny rok (česká coververze Jana Kratochvílová: Rok)
- V snových pokojích (česky)
- Wariatka tańczy
- Wielka woda / Trzeba mi wielkiej wody (česká coververze Hana Zagorová: Poutník jménem život)
- Z łotu ptaka
- Za górami
- Zakopane